# Volo UTA 772
Il volo UTA 772 era un volo di linea programmato operante da Brazzaville, Repubblica del Congo, via N'Djamena in Ciad, per l'aeroporto di Parigi Charles de Gaulle a Parigi, in Francia.
Il 19 settembre 1989 un McDonnell Douglas DC-10 decollò dall'aeroporto di N'Djamena-Hassan Djamous alle 12:13 UTC, per esplodere 46 minuti dopo (ore 12:59 UTC) sul deserto del Sahara, vicino alle città di Bilma e Ténéré, nel deserto del Ténéré a nord-est del massiccio del Termit, in Niger. L'esplosione ed il successivo schianto provocarono la morte di tutti i 156 passeggeri e 14 membri dell'equipaggio, inclusa Bonnie Pough, moglie dell'ambasciatore statunitense in Ciad, Robert Pough.
Una Commissione investigativa dell'ICAO determinò la causa dell'esplosione in un attentato, realizzato tramite una bomba nascosta in una valigia caricata nella stiva dell'aereo a Brazzaville.

## Il rapporto

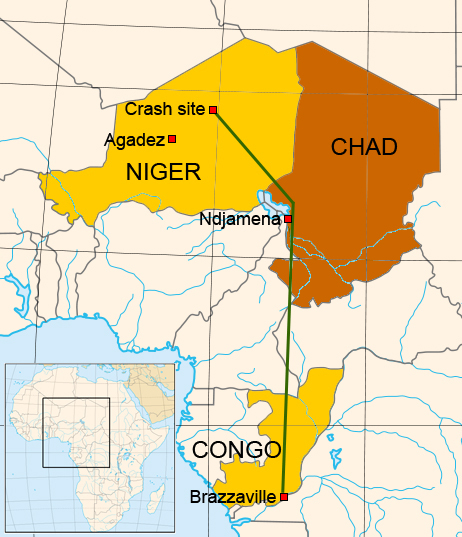
Map of UTA Flight 772.jpg

Il Rapporto finale del Bureau d'enquêtes et d'analyses pour la sécurité de l'aviation civile (BEA), nel 1991, concluse che il DC-10 è stato distrutto da un'esplosione 46 minuti dopo il decollo da N'Djamena, mentre si trovava in fase di crociera a 35.000 piedi d'altezza in condizioni perfettamente normali; la sua distruzione è stata causata da una carica esplosiva posta in un contenitore situato nel posto 13-destra del vano cargo anteriore; la commissione del BEA ha considerato plausibile l'ipotesi che la carica esplosiva fosse contenuta in un bagaglio caricato a Brazzaville; e ha constatato che le misure di sicurezza all'epoca applicate presso l'aeroporto di Brazzaville non erano conformi alle norme e alle pratiche raccomandate dall'ICAO.

## Le indagini
Gli investigatori ottennero una confessione da uno dei presunti terroristi, un individuo dell'opposizione congolese, che aveva contribuito a reclutare un compagno dissidente per portare la bomba sull'aereo.
Questa confessione portò alle accuse nei confronti di sei libici. Il giudice francese Jean-Louis Bruguière identificò le persone seguenti:
- Abd Allah al-Sanussi, il cognato di Muʿammar Gheddafi e vice capo dell'intelligence libica;
- Abd Allah el-Azragh, consigliere presso l'ambasciata libica a Brazzaville;
- Ibrahim Naeli e Arbas Musbah, esperti di esplosivi dei servizi segreti libici;
- Issa Shibani, l'agente segreto che aveva acquistato il timer che avrebbe innescato la bomba;
- Abd al-Salam Hammuda, braccio destro di al-Sanussi, un altro degli organizzatori dell'attacco.

Nel 1999, i sei libici sono stati messi sotto processo dalla Corte d'assise di Parigi per l'attentato sul volo UTA 772. Poiché Gheddafi non avrebbe permesso loro l'estradizione verso la Francia, i sei sono stati processati in contumacia e in seguito la Corte d'Assise di Parigi li condannò per l'esecuzione dell'attentato; la Libia accettò di risarcire le famiglie delle vittime, tramite un fondo speciale, nel 2004.
La causa dell'attentato venne attribuita alla posizione di sostegno al Ciad assunta dalla Francia durante il conflitto armato tra questo paese e la Libia (1978-1987).

## Memoriale
Un memoriale, visibile dall'alto, è stato realizzato, nel deserto, dall'associazione "Les Familles de l'Attentat du DC10 UTA". Il monumento, visibile alle coordinate 16.864931°N 11.953711°E, è stato anche riportato su un articolo, il 15 giugno 2009, da Google Sightseeing.